# Wołowa
Wołowa – wieś sołecka w Polsce położona w województwie mazowieckim, w powiecie płockim, w gminie Bulkowo.
| SIMC    | Nazwa        | Rodzaj    |
| ------- | ------------ | --------- |
| 0561840 | Parcele      | część wsi |
| 0561856 | Stara Wołowa | część wsi |

Prywatna wieś szlachecka, położona była w drugiej połowie XVI wieku w powiecie płockim województwa płockiego. W latach 1975–1998 miejscowość administracyjnie należała do województwa płockiego.